# Mosche Peled

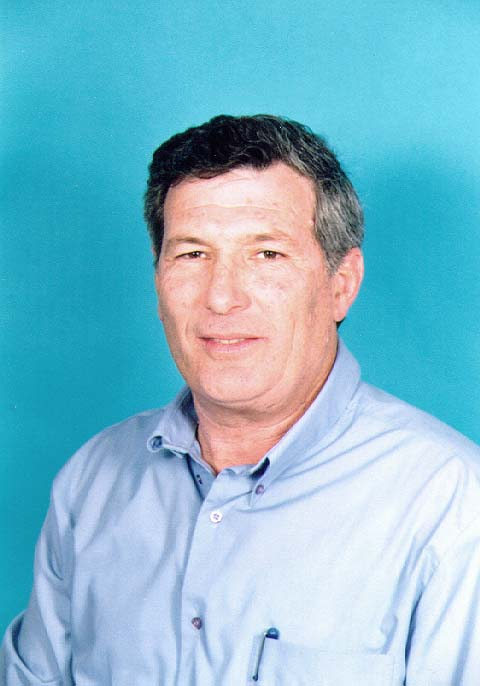
Mosche Peled

Mosche Peled (hebräisch משה פלד * 2. April 1945 im Kibbuz Beit HaShita) ist ein ehemaliger israelischer Politiker.

## Leben
Er leistete seinen Wehrdienst bei den Panzertruppen (hebräisch חֵיל שִׁרְיוֹן) ab und beendete seine Laufbahn im Rang eines Obersts. 1992 wurde er erstmals für die rechtsgerichtete Tzomet Abgeordneter der Knesset. Er wurde bei den Wahlen 1996 auf der gemeinsamen Liste von Likud, Gescher und Tzomet wiedergewählt und wurde in der Regierung von Benjamin Netanyahu stellvertretender Bildungsminister. Nach dem Tod des Bildungsministers Sebulon Hammer am 20. Januar 1998 ließ Peled sein Amt als Stellvertreter für eine Woche bis zum 28. Januar ruhen und nahm es dann wieder auf. Am 2. November 1998 trat er endgültig zurück und wurde durch Elieser Sandberg (ebenfalls Tzomet) ersetzt.
Am 4. März 1999 verließ Peled die Tzomet und gründete seine eigene Ein-Mann-Fraktion, Mechora (hebräisch מכורה, zu deutsch: Heimatland), die sich noch am selben Tag der nationalistischen Moledet anschloss. Bei den nächsten Knessetwahlen am 17. Mai 1999 war die Moledet Teil der Nationalen Union, einer Listenverbindung der nationalistischen Parteien Israels. Dort war Peled auf dem achten Platz und verlor seinen Knessetsitz, da die Liste lediglich vier Sitze errang.

## Weblink
- Mosche Peled auf der Webseite der Knesset (englisch)